# Косач Петро Антонович
Петро́ Анто́нович Ко́сач (20 грудня 1841 (1 січня 1842), Мглин) — 2 (15) квітня 1909, Київ) — український юрист, громадський діяч, освітянин, дійсний статський радник, меценат, член «Старої громади».
Батько Лесі Українки, Михайла Косача, Ольги Косач-Кривинюк, Оксани Косач, Миколи Косача та Ізидори Косач-Борисової, чоловік Олени Пчілки, старший брат Григорія, Олени, Олександри.

## Життєпис
Походив із гербового заможного українсько-козацького шляхетства, яке після скасування Гетьманщини отримало всі права російського дворянства.

### Дитинство та юність

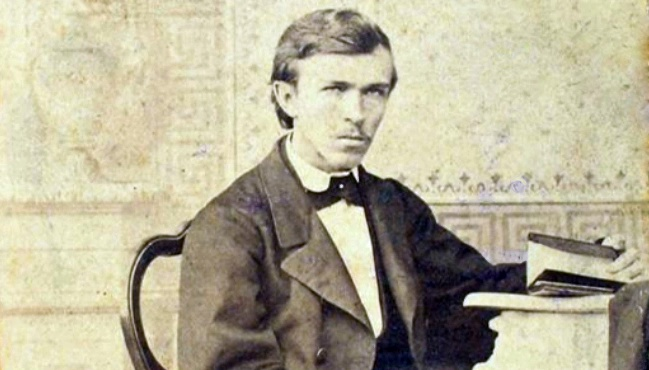
Петро Косач у юності

Народився 20 грудня 1841 року (1 січня 1842 року) в місті Мглині Чернігівської губернії в родині колезького секретаря та землевласника Антона Григоровича Косача та Марії Степанівни Косач, був найстаршою дитиною в родині. Семирічним втратив матір. Початкові знання здобував у пансіоні тітки Парасковії, яка виховувала племінника після смерти сестри, потім у Чернігівській гімназії проявив інтерес до математики, історії, літератури і вступив у 1859 році до Петербурзького університету на математичний факультет, але через рік перейшов на правничий. Після студентських заворушень був виключений з другого курсу, переїхав до Києва і вступив до Київського університету Св. Володимира на правничий факультет.

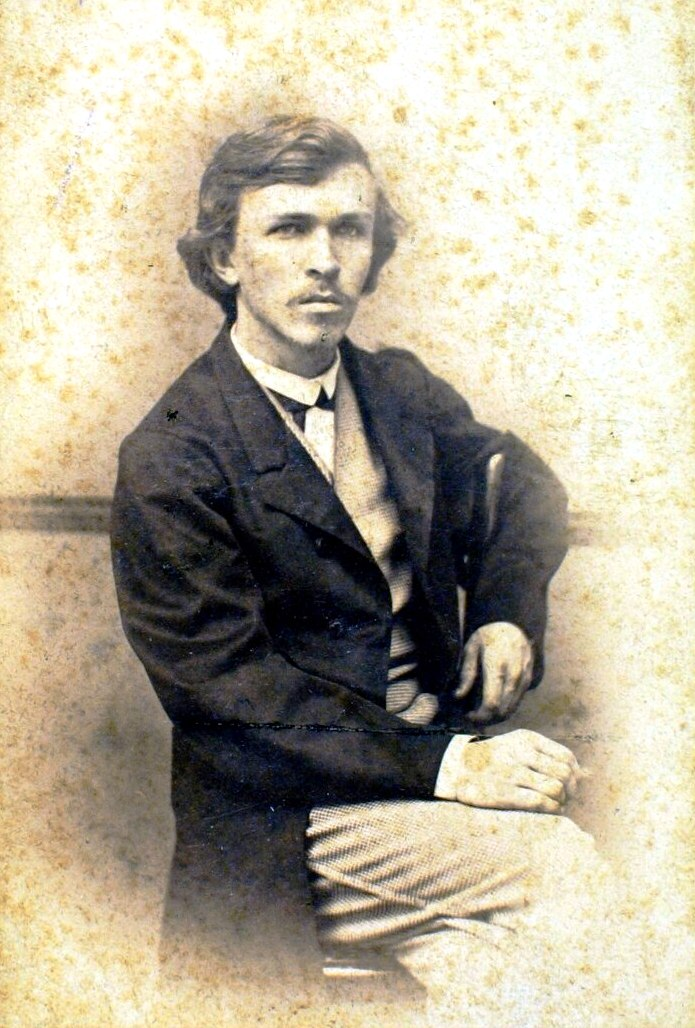
Петро Косач, 1864 р.

Брав участь у роботі української «Громади», пізніше перейменованої в «Стару громаду», до якої входили Михайло Драгоманов, Володимир Антонович, Павло Житецький, Костянтин Михальчук, Орест Левицький, Микола Лисенко, Михайло Старицький та ін. Члени об'єднання відкривали власним коштом бібліотеки, недільні школи для дорослих, у яких самі й викладали, видавали «метелики» (популярні книжечки українською мовою), записували українські пісні та думи. Коли в травні 1861 р. було перепоховання Тараса Шевченка, київські студенти шляхтичі Михайло Драгоманов, Петро Косач, Тадей Рильський, Михайло Старицький та Микола Лисенко упряглися в траурний віз і Ланцюговим мостом, а потім Дніпровською набережною доправили його до церкви Різдва на Подолі.
Петро Косач видав своїм коштом у Ляйпциґу перший збірник пісень свого доброго приятеля Миколи Лисенка, вважаючи це за суто дружню послугу і тримаючи це в таємниці. Згодом фінансував більшість видань Олени Пчілки та Лесі Українки.
Після закінчення університету 1864 року вступив до Київської палати карного суду кандидатом на судового слідчого. Після подання дисертації його затвердили в ступені кандидата законодавства, а 1865 року він уже виконував обов'язки помічника правителя канцелярії у судовому відділі, був призначений секретарем Київського губернського «по крестьянским делам присутствия».
1866 р. відряджений виконувати обов'язки голови Новоград-Волинського мирового з'їзду мирових посередників, на цій посаді згодом і був затверджений. На цей час мав чин статського радника VIII класу та майновий ценз 3 тис. руб. у вигляді нерухомості на Чернігівщині. До належних йому успадкованих земель у Мглині восени 1868 року купив за 2 тис. 573 руб. 85 коп. село Колодяжне з прилеглими до нього урочищами Коничівщина, Стадниця, Прислинське загальною площею 471,44 десятин.

### Зрілість
28 липня (9 серпня) 1868 року в с. Пирогово одружився з сестрою свого приятеля Михайла Драгоманова дворянкою Ольгою Петрівною Драгомановою. Свідками з боку молодого були Володимир Антонович і Василь Кістяківський, з боку молодої — Олександр Кістяківський і Михайло Драгоманов. У подружжя народилося шестеро дітей: Михайло (1869–1903), Лариса (1871–1913), Ольга (1877–1945), Оксана (1882–1975), Микола (1884–1937), Ізидора (1888–1980).
З 6 березня 1873 р. Петро Антонович став дійсним членом Київського відділу Географічного товариства.
1878 р. переведений на посаду Луцько-Дубенського з'їзду мирових посередників у місті Луцьк, 1886 р. — на посаду голови Луцько-Дубенського повітового чиншових справ «присутствия», а 1891 р. — на посаду голови Ковельсько-Володимир-Волинського з'їзду мирових посередників у місті Ковель.

Петро Косач у літньому віці

Був на посаді Ковельського повітового «предводителя дворянства» (до 1897), членом від влади Київського губернського в селянських справах «присутствия» (1899), призначений членом Київської тимчасово створеної «пропинационной комиссии» (1899), призначений у склад Київського комітету «попечительства о народной трезвости» (1901), чиновником особливих доручень по селянських справах при Київському, Подільському і Волинському генерал-губернаторі (1902).
Почавши службову кар'єру від колезького секретаря, потім титулярного радника, колезького асесора, надвірного радника, колезького радника, статського радника, 1899 року дослужився й отримав «за отличие» звання дійсного статського радника (чин IV класу «Табеля про ранги»), що відповідало чинові генерал-майора в армії, відтоді до нього зверталися «Ваше превосходительство».
Майже всі чималі кошти (а формулярний список про службу за 1899 рік вказує платню у розмірі 2 500 рублів), окрім тих, які йшли на утримання родини, він віддавав на навчання дітей, а також на українські громадські справи. П'ятеро дітей отримали вищу освіту, а Леся — приватну, досить дорогу як на ті часи; великі кошти виділялись на Лесине лікування та подорожі. Не шкодував грошей на утримання велелюдних гостей, що постійно перебували влітку в Колодяжному, а згодом і в Зеленому Гаю, адже розумів, що для розвитку дітей конче потрібне відповідне оточення та спілкування. Також допомагав матеріяльно своєму батькові, сестрі Олександрі, яка рано овдовіла, залишившись із двома синами.

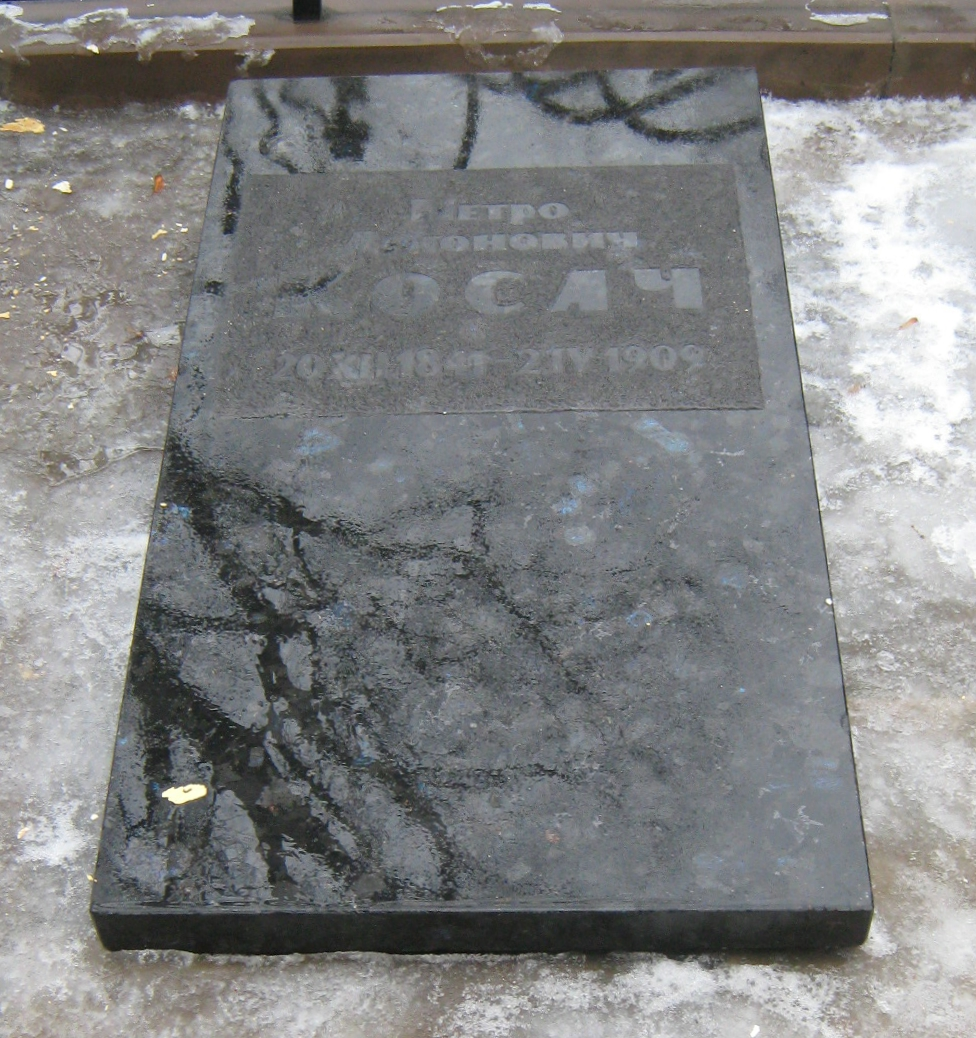
Могила Петра Косача

Помер 2 квітня 1909 року. Похований на Байковому кладовищі 4 квітня поряд зі своєю сім'єю.

## Нагороди
Нагороджений орденами Святого Станіслава ІІ ступеня, Святої Ганни ІІ ступеня, Святого Володимира IV ступеня.

## Вшанування
Чернігівська «Просвіта» у 1990-тих роках пропонувала місцевій владі відзначити пам'ять Петра Косача спільно з владою міста Мглин Російської Федерації, де народився відомий громадський діяч. Василь Чепурний свідчить: «Але оскільки це нагадувало б російській владі про українську Стародубщину, наша влада забоялася…»